# 加藤和夫 (言語学者)
加藤 和夫（かとう かずお、1954年5月13日 - ）は、日本の言語学者、方言研究者。金沢大学名誉教授。石川・福井両県の方言を中心とした北陸方言の専門家として知られる。

## 人物
福井県武生市（現越前市）生まれ、石川県金沢市在住。福井県立武生高等学校、福井大学教育学部卒業。東京都立大学大学院人文科学研究科国文学専攻修士課程修了。1970-80年代に国立国語研究所が加藤の地元で方言談話の収録を行ったことがあり、当時大学生だった加藤も協力者やインフォーマントとして参加している。。
東京都立大学人文学部助手、和洋女子短期大学国文科（和洋女子大学国文学科兼担）講師、助教授を経て、1991年金沢大学教育学部助教授、2002年金沢大学教育学部教授。2008年4月より大学改組に伴い金沢大学人間社会研究域歴史言語文化学系（人間社会学域国際学類）教授。2014年4月より2018年3月まで金沢大学人間社会学域国際学類長。2020年3月金沢大学を定年退職。2020年4月より金沢大学名誉教授。現在、金沢大学、公立小松大学、金沢学院大学、北國新聞文化センター日本語教師養成講座（420時間講座）で非常勤講師を務める。
専門は日本語学・方言学・社会言語学。北陸地方を中心に伝統方言の記述的研究および社会言語学的研究を主な研究テーマとしている。金沢大学着任後は教育学部で国語教師養成、さらに2000年4月からは教育学部日本語・日本文化教育コース、2008年4月からは国際学類日本・日本語教育コースで外国人のための日本語教師養成に携わる。1999年以来、民間の日本語教師養成講座の講師も担当している。

## 社会還元
方言調査を通じて北陸地方での根強い方言コンプレックスを実感し、「方言への偏見や誤解を解く活動も方言研究者に求められているのではないか」との思いから、メディアなどを通じて、方言に関する啓蒙活動や教育活動に数多く携わっている。2011年（平成23年）には第32回金沢市文化活動賞を受賞。
- 2003年から北陸放送ラジオで月1回日本語や方言について解説[4]。その他にも石川県内のテレビ・ラジオ番組に多数出演。
  - 「今日も“シャキ”っと」内の「軽妙卓説」（2003年4月〜2010年3月）[5]
  - 「石川名物!GOGOは本多町3丁目」および「おいね★どいね」内の「典子のそこやとこ!!」（2004年11月〜2011年3月）[5]
  - 「おいね★どいね」および「あさ☀ダッシュ!」内の「ねたのたね」（2010年4月〜）[5]
- ダイドードリンコの金沢弁・福井弁自動販売機監修（2015年）[7]。
- 石川テレビのキャラクターグッズ「石川さんの金沢弁かるた」監修（2008年）[7]。
- 北國新聞で「頑張りまっし金沢ことば」（1994年1月〜12月）、「マジ やばっ 方言学」および「マチかど方言学」（2013年1月〜2014年12月、週1回通算101回）を連載[5]。
- 福井新聞で「ほやほや 福井の方言」（2006年1月〜4月）、「知ってます?福井の方言」を連載（2012年10月〜12月、通算12回）[8][5]。
- 小松市の「広報こまつ」でコラム「みまっし、きくまっし 小松の方言」を連載（1998年4月〜2017年3月、月1回通算228回）[9]。
- 白山市旧白峰村の白峰弁を活かした地域おこし（白峰方言大会、白峰方言検定）への協力[10]。

## 主な著書
著書(単著、共著、監修書）約30冊、学術論文約50編、その他約100編。石川県各地での方言辞典の監修・作成協力も行っている。
- 『どうなる日本のことば―方言と共通語のゆくえ―』（共著 大修館書店 1999）
- 『新 頑張りまっし金沢ことば』（監修 北國新聞社 2005）
- 『概説日本語学 改訂版』（共著 明治書院 2007）
- 『県別 罵詈雑言辞典』（共著 東京堂出版 2011）
- 『県別 方言感情表現辞典』（共著 東京堂出版 2015）
- 『みまっし、きくまっし 小松の方言』（単著 小松市広報秘書課 2017）
- 『県別 方言感覚表現辞典』（共著 東京堂出版 2018）
- 『方言の地図帳』（共著 講談社学術文庫 2019）
- 『福井県の方言―ふるさとのことば再発見―』（共著 岩田書院 2023）

### 科研費研究報告書
研究代表を務めたもののみ掲載。
- 「現代方言の記述に基づく方言学習教材作成のための基礎的研究」（2007）
  - 『<方言学習教材シリーズ1> みんなで学ぼう！金沢ことば』
  - 『<方言学習教材シリーズ2> みんなで学ぼう！大聖寺ことば』
  - 『<方言学習教材シリーズ3> みんなで学ぼう！鶴来ことば』
- 「北陸地方の方言景観に関する社会言語学的研究―方言景観の多様性とその要因解明―」（2019）